# Maksim Grechikha
Maksim Grechikha (tiếng Belarus: Максім Грачыха; tiếng Nga: Максим Гречиха; sinh 10 tháng 6 năm 1993) là một cầu thủ bóng đá Belarus. Tính đến năm 2017, anh thi đấu cho Torpedo Minsk.